# 37. Międzynarodowy Festiwal Filmowy w Berlinie
37. Międzynarodowy Festiwal Filmowy w Berlinie odbył się w dniach 20 lutego-3 marca 1987 roku. W konkursie głównym zaprezentowano 20 filmów pochodzących z 14 różnych krajów.
Jury pod przewodnictwem austriackiego aktora Klausa Marii Brandauera przyznało nagrodę główną festiwalu, Złotego Niedźwiedzia, radzieckiemu filmowi Temat w reżyserii Gleba Panfiłowa. Drugą nagrodę w konkursie głównym, Srebrnego Niedźwiedzia − Nagrodę Specjalną Jury, przyznano japońskiemu filmowi Morze i trucizna w reżyserii Kei Kumai.

## Przebieg festiwalu
Tegoroczne Berlinale zdominowało kino radzieckie, które - dzięki prowadzonej przez Gorbaczowa pieriestrojce i polityce głasnosti – przestało podlegać ostrej cenzurze i poddało się procesom demokratyzacji. Światło dzienne ujrzały filmy, których rozpowszechnianie było dotychczas zakazane, m.in. Pożegnanie (1983) Elema Klimowa. Zdominowały one wszystkie festiwalowe sekcje. Konkurs główny wygrał półkownik Gleba Panfiłowa Temat. Sensację swoją stylistyczną powściągliwością i ekstrawagancją wzbudziła Smutna obojętność Aleksandra Sokurowa. Nagrodę UNICEF-u zdobyły estońskie Dziecięce zabawy Leidy Laius i Arvo Iho. W sekcji Forum pokazano filmy Siergieja Paradżanowa i Aghasi Ayvazyana, a w sekcji Panorama - dokument Czernobylski dzwon Rołana Siergiejenko.
Zmiany w kinie radzieckim dokonywały się również na najwyższych szczeblach władzy w branży filmowej - szefem państwowego Goskina został reformator Aleksandr Kamszałow, a prezesem Stowarzyszenia Filmowców obwołano reżysera Elema Klimowa, którego filmy jeszcze do niedawna objęte były przez długie lata zakazem pokazywania za granicą. Wydarzeniem symbolicznym w ramach festiwalu było uhonorowanie nagrodą Berlinale Camera zarówno Klimowa, jak i jego amerykańskiego odpowiednika Jacka Valenti, prezesa Motion Picture Association of America. Wyróżniono ich za otwartość i gotowość do współpracy.
Wydarzeniem imprezy był pokaz ponad 14-godzinnego filmu dokumentalnego Petera Watkinsa Podróż, opowiadającego o kondycji ludzkości w erze globalnego zagrożenia atomowego.
Do konkursowych nagród festiwalowych dodano nowe wyróżnienie, Nagrodę im. Alfreda Bauera, przyznawaną dla filmów otwierających nowe perspektywy dla sztuki filmowej. Nagroda, nazwana na cześć długoletniego dyrektora festiwalu, przypadła francuskiemu filmowi Zła krew w reżyserii Leosa Caraxa. Po raz pierwszy przyznano również Nagrodę Teddy dla najlepszych filmów o tematyce LGBT. Pierwszym nagrodzonym tytułem został hiszpański film Prawo pożądania w reżyserii Pedro Almodóvara. Wśród filmów krótkometrażowych doceniono Psychola i My New Friend w reżyserii Gusa Van Santa.
W ramach festiwalu odbyła się retrospektywa twórczości amerykańskiego reżysera pochodzenia ormiańskiego Roubena Mamouliana.

## Członkowie jury

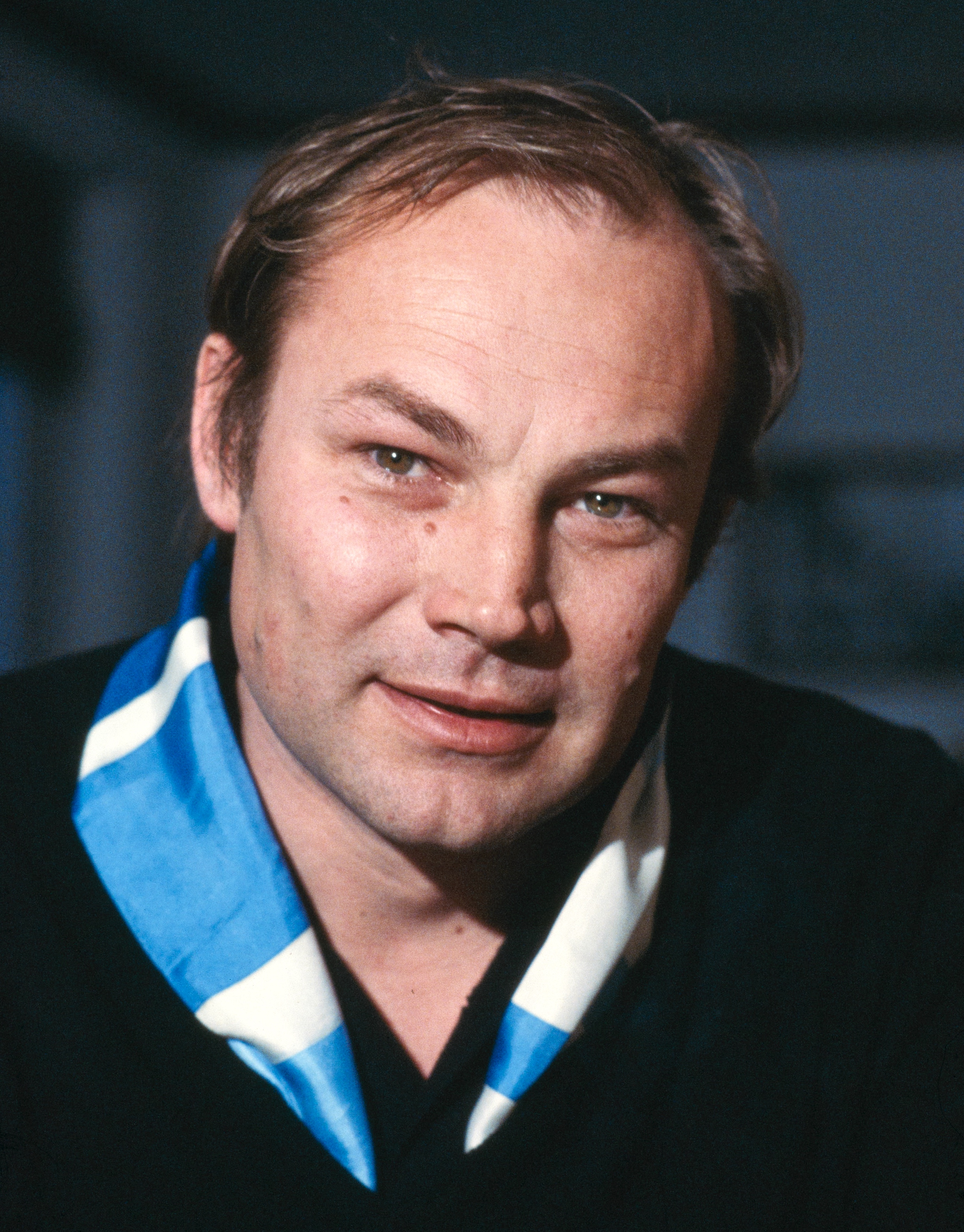
Przewodniczący jury konkursu głównego Klaus Maria Brandauer.

### Konkurs główny
- Klaus Maria Brandauer, austriacki aktor − przewodniczący jury[5]
- Juliet Berto, francuska aktorka
- Kathleen Carroll, amerykańska krytyczka filmowa
- Callisto Cosulich, włoski krytyk filmowy
- Wiktor Diomin, radziecki krytyk filmowy
- Reinhard Hauff, niemiecki reżyser
- Edmund Luft, niemiecki krytyk filmowy
- Jiří Menzel, czechosłowacki reżyser
- Dan Pița, rumuński reżyser
- Paul Schrader, amerykański reżyser
- Antonio Skármeta, chilijski pisarz

## Selekcja oficjalna

### Konkurs główny
Następujące filmy zostały wyselekcjonowane do udziału w konkursie głównym o Złotego Niedźwiedzia i Srebrne Niedźwiedzie:
| Tytuł polski                  | Tytuł oryginalny                              | Reżyseria                           | Kraj produkcji    |
| ----------------------------- | --------------------------------------------- | ----------------------------------- | ----------------- |
| Dobranoc, mamusiu             | 'night Mother                                 | Tom Moore                           | Stany Zjednoczone |
| Rok przebudzenia              | El año de las luces                           | Fernando Trueba                     | Hiszpania         |
| Sprawa Moro                   | Il caso Moro                                  | Giuseppe Ferrara                    | Włochy            |
| Dzieci gorszego Boga          | Children of a Lesser God                      | Randa Haines                        | Stany Zjednoczone |
| Towarzysze                    | Comrades                                      | Bill Douglas                        | Wielka Brytania   |
| For Love Alone                | For Love Alone                                | Stephen Wallace                     | Australia         |
| Pomyleńcy z Bassan            | Les fous de Bassan                            | Yves Simoneau                       | Kanada            |
| Maski                         | Masques                                       | Claude Chabrol                      | Francja           |
| Zła krew                      | Mauvais sang                                  | Leos Carax                          | Francja           |
| Cud                           | Le miraculé                                   | Jean-Pierre Mocky                   | Francja           |
| Dziennik dla moich ukochanych | Napló szerelmeimnek                           | Márta Mészáros                      | Węgry             |
| Pluton                        | Platoon                                       | Oliver Stone                        | Stany Zjednoczone |
| Smutna obojętność             | Скорбное бесчувствие Skorbnoje biesczuwstwije | Aleksandr Sokurow                   | ZSRR              |
| Tak wiele snów                | So viele Träume                               | Heiner Carow                        | NRD               |
| Temat                         | Тема Tiema                                    | Gleb Panfiłow                       | ZSRR              |
| Śmierć Empedoklesa            | Der Tod des Empedokles                        | Danièle Huillet i Jean-Marie Straub | RFN               |
| Morze i trucizna              | 海と毒薬 Umi to dokuyaku                      | Kei Kumai                           | Japonia           |
| Vera                          | Vera                                          | Sérgio Toledo                       | Brazylia          |
| Die Verliebten                | Die Verliebten                                | Jeanine Meerapfel                   | RFN               |
| Wilcza jama                   | Vlčí bouda                                    | Věra Chytilová                      | Czechosłowacja    |

### Pokazy pozakonkursowe
Następujące filmy zostały wyświetlone na festiwalu w ramach pokazów pozakonkursowych:
| Tytuł polski               | Tytuł oryginalny           | Reżyseria            | Kraj produkcji    |
| -------------------------- | -------------------------- | -------------------- | ----------------- |
| Kolor pieniędzy            | The Color of Money         | Martin Scorsese      | Stany Zjednoczone |
| Ein Treffen mit Rimbaud    | Ein Treffen mit Rimbaud    | Ernst-August Zurborn | RFN               |
| Der kleine Staatsanwalt    | Der kleine Staatsanwalt    | Hark Bohm            | RFN               |
| Kronika wypadków miłosnych | Kronika wypadków miłosnych | Andrzej Wajda        | Polska            |
| Światłość dnia             | Light of Day               | Paul Schrader        | Stany Zjednoczone |
| Pożegnanie                 | Прощание Proszczanije      | Elem Klimow          | ZSRR              |
| Prawdziwe historie         | True Stories               | David Byrne          | Stany Zjednoczone |

## Laureaci nagród

### Konkurs główny
Złoty Niedźwiedź
- Temat, reż. Gleb Panfiłow

Srebrny Niedźwiedź − Nagroda Specjalna Jury
- Morze i trucizna, reż. Kei Kumai

Srebrny Niedźwiedź dla najlepszego reżysera
- Oliver Stone − Pluton

Srebrny Niedźwiedź dla najlepszej aktorki
- Ana Beatriz Nogueira − Vera

Srebrny Niedźwiedź dla najlepszego aktora
- Gian Maria Volonté − Sprawa Moro

Srebrny Niedźwiedź za wybitne osiągnięcie artystyczne
- Márta Mészáros − Dziennik dla moich ukochanych
- Fernando Trueba − Rok przebudzenia

Srebrny Niedźwiedź za wybitny wkład artystyczny
- Randa Haines − Dzieci gorszego Boga

Nagroda im. Alfreda Bauera za innowacyjność
- Leos Carax − Zła krew

### Konkurs filmów krótkometrażowych
Złoty Niedźwiedź dla najlepszego filmu krótkometrażowego
- Curriculum vitae, reż. Pavel Koutský

### Pozostałe nagrody
Nagroda FIPRESCI
- Temat, reż. Gleb Panfiłow

## Polonica
Polską kinematografię reprezentował na festiwalu film Kronika wypadków miłosnych w reżyserii Andrzeja Wajdy, adaptacja powieści Tadeusza Konwickiego. Film zaprezentowano w ramach pokazów pozakonkursowych.
Dwie nagrody w sekcji Forum - nagrodę FIPRESCI oraz nagrodę Interfilm im. Otto Dibeliusa - otrzymał film Siekierezada w reżyserii Witolda Leszczyńskiego.